# Дзаваттини, Чезаре
Че́заре Дзаватти́ни (итал. Cesare Zavattini; 20 сентября 1902[…], Луццара, Эмилия-Романья — 13 октября 1989[…], Рим) — итальянский прозаик, киносценарист, кинорежиссёр, продюсер.

## Биография
Родился в небольшом селении Луццара в семье владельца кафе-гостиницы в берегу реки По. Пошёл в школу в Бергамо, где жил у родственницы. Затем он вместе с родителями переехал в пригород Рима и продолжил обучение в столице. Проживал Дзаваттини у одного железнодорожника. Часто пропускал занятия из-за страсти к театру, что послужило причиной отсылки Чезаре в гимназию в Алатри. Там будущий драматург организовал забастовку учащихся.
Вскоре он получил место воспитателя в пармском колледже, а также поступил на юридический факультет университета Пармы. В колледже, вместе с одним из своих учеников, Джованнино Гуарески, будущим писателем-юмористом и карикатуристом, Дзаваттини выпускал подпольный юмористический журнал. Он продолжил журналистскую деятельность и вскоре стал редактором местной газеты.
Проходил военную службу во Флоренции, где стал сотрудником антифашистского журнала «Солариа». Одновременно вёл юмористическую рубрику в одном из миланских журналов[уточнить].
Из-за болезни отца Чезаре пришлось вернуться в 1929 году в Луццару и управлять кафе. Ему пришлось отказаться от выгодных предложений от издательства Риццоли и прервать начатую работу над книгой «Поговорим обо мне».
В 1930 году после смерти отца Чезаре уехал в Милан, где опубликовал ставшую успешной свою первую книгу «Поговорим обо мне».
В 1936 году Дзаваттини стал главным редактором нескольких изданий издательства Риццоли. По его инициативе начали выходить два новых журнала, один из которых был закрыт по личному распоряжению Муссолини за антифашистский дух.
В 1934 году Дзаваттини совместно с кинодраматургом Джачи Мондаини написал сюжет комедии «Дам миллион», по которому режиссёр Марио Камерини поставил фильм с участием актёра Витторио Де Сика. С ним впоследствии Чезаре тесно сотрудничал, как с режиссёром, и стал автором сценариев ко многим его фильмам.
К творчеству Дзаваттини относятся и сборники рассказов «Я — дьявол», «Потом уничтожить».
Отец двоих сыновей, младший из которых — Артуро — стал кинооператором.
Скончался 13 октября 1989 года в Риме. Похоронен в Луццаре.

## Фильмография

### Сценарист

#### 1930-е
- 1935 — Дам миллион / Daro un milione
- 1936 — Танец часовых стрелок / La danza delle lancette
- 1938 — Дам миллион / I’ll Give a Million (американская версия фильма «Daro un milione», 1935)
- 1939 — Блондинка под замком / Bionda sotto chiave
- 1940 — Невозможное семейство / Una famiglia impossibile
- 1940 — Обезглавленный св. Иоанн / San Giovanni decollato

#### 1940-е
- 1941 — Семь грехов / Sette peccati, I
- 1941 — Упала женщина / E caduta una donna
- 1941 — Тереза-Пятница / Teresa Venerdì — в титрах не указан, совместно с Альдо де Бенедетти (нет в титрах), Витторио Де Сика, Герардо Герарди, Маргерита Мальионе и Франко Риганти
- 1942 — Впереди свободно! / Avanti c’e posto!
- 1942 — Дон Сезар де Базан / Don Cezare di Bazan
- 1942 — Четыре шага в облаках / Quattro passi tra le nuvole
- 1942 — Школа робких / Scuola dei timidi,La
- 1943 — Всегда имеется какое-нибудь «но» / C'è sempre un no…
- 1943 — Дети смотрят на нас / Bambini ci guardano, I — совместно с Чезаре Джулио Виола, Адольфо Франчи, Маргеритой Мальионе, Герардо Герарди, Витторио Де Сикой, Марией Докселофер (нет в титрах) и Марио Моничелли (нет в титрах)
- 1943 — Джан Бурраска / Gian Burrasca
- 1943 — Стрела в боку / Freccia nel fianco, La
- 1943 — Четвёртая страница / Quarta pagina
- 1944 — Врата неба / Porta del cielo, La — совместно с Витторио Де Сика, Адольфо Франчи, Диего Фаббри, Карло Муссо и Энрико Рибульзи (нет в титрах)
- 1944 — Тишина, идёт съёмка! / Silenzio, si gira!
- 1945 — Муж-бедняк / Marito povero, Il
- 1946 — Ангел и дьявол / Angelo e li diavolo, L'
- 1946 — Великая заря / Grande aurora, La
- 1946 — Война войне / Guerra alla guerra
- 1946 — Один день в жизни / Un giorno nella vita
- 1946 — Пою, но вполголоса / Canto, ma sottovoce
- 1946 — Свидетель / Testimone, Il
- 1946 — Так велит свет / Mondo vuole cosi, Il
- 1946 — Шуша / Sciuscià — совместно с Серджо Амидеи, Адольфо Франчи и Чезаре Джулио Виолой
- 1947 — Затерянные во мраке / Sperduti nel buio
- 1947 — Незнакомец из Сан-Марино / Lo sconosciuto ds San-Marino
- 1947 — Перевозчик / Passatore, Il
- 1947 — Трагическая охота / Caccia tragica, La — совместно с Коррадо Альваро, Микеланджело Антониони, Умберто Барбаро, Джузеппе Де Сантисом, Карло Лиццани и Джанни Пуччини
- 1948 — Похитители велосипедов / Ladri di biciclette — совместно с Витторио Де Сикой, Сузо Чекки Д’Амико, Адольфо Франчи, Оресте Бьянколе и Джерардо Гуэрьери
- 1948 — У стен Малапаги / Mura di Malapaga, Le
- 1948 — Фабиола / Fabiola
- 1949 — Весна / Primavera, E
- 1950 — Ансельмо торопится / Anselmo ha fretta
- 1950 — Воскресенье в августе / Domenica d’agosto, Una
- 1950 — Двадцать лет / Vent’anni
- 1950 — Заколдованная скала / Roccia incantata, La
- 1950 — Красное небо / Cielo e rosso, Il
- 1950 — Легче верблюду… / Piu facile che un cammello, E
- 1950 — Первое Причастие / Prima comunione
- 1950 — Чудо в Милане / Miracolo a Milano — сюжет, адаптация совместно с Витторио Де Сика, Сузо Чекки Д’Амико, Марио Кьяри и Адольфо Франчи

#### 1950-е
- 1951 — Мамочка моя, вот это да! / Mamma mia che impressione
- 1952 — Голос тишины / Voce del cilenzio, La
- 1952 — Доброе утро, слон / Buon giorno, elefante
- 1952 — Пять бедняков на автомобиле / Cinque poveri in automobile
- 1952 — Рим в 11 часов / Roma ore 11
- 1952 — Умберто Д. / Umberto D.
- 1952 — Шинель / — совместно с Альберто Латтуадой, Джорджио Проспери, Джордано Корси, Энцо Куррели, Луиджи Малеброй и Леонардо Синисгалли
- 1953 — Вокзал Термини / Stazione Termini — совместно с Труманом Капоте, Луиджи Кьярини, Беном Хектом (нет в титрах) и Джорджо Проспери
- 1953 — Запретные женщины / Donne proibite
- 1953 — Любовь в городе / Amore in città
- 1953 — Мы — женщины / Siamo donne
- 1953 — Пегая лошадка / Cavallina storna
- 1953 — Письма приговоренных к смерти итальянского Сопротивления / Lettere di condannatin a more della Resistenza italiana (документальный)
- 1953 — Проспект / Passeggiata, La
- 1953 — Свалившийся с неба / Piovuto dal cielo
- 1953 — Дайте мужа Анне Дзаккео / Marito per Anna Zaccheo, Un (в советском прокате шёл под названием «Утраченные грёзы»)
- 1954 — Золото Неаполя / L’Oro di Napoli — совместно с Джузеппе Мароттой и Витторио Де Сика
- 1954 — Сан-Миниато, июль 1944 года / San Miniato, luglio’44 (документальный)
- 1955 — Знак Венеры / Segno di Venere, Il
- 1956 — Крыша / Tetto, Il
- 1956 — Люди и волки / Uomini e lupi
- 1957 — Была пятница, 17-е число / Era di venerdi, 17
- 1957 — Героиня дня / Donna di giorno, La
- 1957 — Монахиня Летиция / Suor Letizia
- 1958 — Любовь и болтовня / Amore e chiacchiere
- 1959 — Синева в синеве / Nel blu dipinto di blu
- 1960 — Война / Rat
- 1960 — Губная помада / Rossetto, Il
- 1960 — Чочара / Ciociara , La

#### 1960-е
- 1961 — Длинный зелёный чулок / Lunga calza verde, La (анимационный)
- 1961 — Итальянки и любовь / Italiane e l’amore, Le
- 1961 — Наёмный убийца / Sicario, Il
- 1961 — Рассказы о Революции / Historias de la revolución
- 1961 — Страшный суд / Giudizio universale, Il
- 1962 — Боккаччо-70 / Boccaccio-70 (эпизод «Лотерея»)
- 1962 — Затворники Альтоны / Sequestrati di Altona, I — совместно с Эбби Манном
- 1962 — Молодой повстанец / Joven rebelde, El
- 1962 — Остров Артура / L’Isola di Arturo
- 1963 — Бум / Boom, Il
- 1963 — Вчера, сегодня, завтра / Ieri, oggi, domani (эпизод «Мара»)
- 1963 — Тайны Рима / Misteri di Roma, I
- 1964 — Контрсекс / Controsesso
- 1964 — Брак по-итальянски / Matrimonio all’italiano
- 1966 — Новый мир / Mondo nuovo, Un
- 1966 — В погоне за «Лисом» / Caccia alla volpe — совместно с Нилом Саймоном
- 1966 — Поедем в город / Andremo in citta
- 1967 — Ведьмы / Streghe, Le (эпизоды: «Ведьма, сожженная заживо»; «Необыкновенная ночь»)
- 1967 — Семь братьев Черви / Sette fratelli Cervi
- 1967 — Семь раз женщина / Sette volte donna — совместно с Питером Болдуином
- 1968 — Каприз по-итальянски / Capriccio all’italiana (эпизод «Ревнивица»)
- 1968 — Любовники / Amanti — по произведению Брунелло Ронди, совместно с Тонино Гуэррой, Питером Болдуином, Джулианом Циметом и Эннио Де Кончини
- 1970 — Подсолнухи / I Girasoli — совместно с Тонино Гуэрра и Джорджи Мдивани
- 1970 — Сад Финци-Контини / Giardino dei Finzi-Contini, Il — в титрах не указан

#### 1970-е
- 1972 — Мы назовём его Андреа / Lo chiameremo Andrea — совместно с Леонардо Бенвенути и Пьеро Де Бернарди
- 1973 — Короткий отпуск / Una breve vacanza — по произведению Родольфо Сонего, совместно с Рафаэлем Дж. Сальвией (нет в титрах)
- 1977 — Простое сердце / Un cuore semplice
- 1978 — Дети Санчеса / Sanchez' children
- 1979 — Лигабуэ / Ligabue (телевизионный)

### 1980-е
- 1981 — Правда-а-а-а! / Veritáaaa (телевизионный)

#### Посмертно
- 1995 — Прогулка в облаках / A Walk In The Clouds — сюжет
- 2008 — Человек и его собака / Un homme et son chien — сюжет

### Режиссёр
- 1953 — Любовь в городе / Amore in città
- 1981 — Правда-а-а-а! / Veritáaaa (телевизионный)

### Продюсер
- 1953 — Любовь в городе / Amore in città

### Актёр
- 1981 — Правда-а-а-а! / Veritáaaa (телевизионный) — главная роль

## Награды и номинации
- 1948 — Номинация на «Оскар» за лучший оригинальный сценарий (вместе с Серджо Амидеи, Адольфо Франчи и Чезаре Джулио Виолой) — «Шуша»
- 1949 — Итальянская ассоциация кинокритиков: серебряная лента за лучший сценарий (вместе с Витторио Де Сикой, Сузо Чекки Д’Амико, Оресте Бьянколе, Адольфо Франчи и Херардо Гуэрьери) и лучший сюжет — «Похитители велосипедов»
- 1950 — Номинация на «Оскар» за лучший сценарий — «Похитители велосипедов»
- 1950 — Итальянская ассоциация кинокритиков: серебряная лента за лучший сценарий (вместе с Сузо Чекки Д’Амико и Ренато Кастеллани) — «Весна»
- 1951 — Итальянская ассоциация кинокритиков: серебряная лента за лучший сценарий (вместе с Алессандро Блазетти) — «Первое Причастие»
- 1955 — Международная премия Мира
- 1957 — Номинация на «Оскар» за лучший оригинальный литературный первоисточник — «Умберто Д.»
- 1957 — Итальянская ассоциация кинокритиков: серебряная лента за лучший сценарий — «Крыша»
- 1979 — Почётный приз Московского кинофестиваля за вклад в мировой кинематограф
- 1979 — Венецианский кинофестиваль: приз Пьетро Бьянки
- 1982 — Орден Дружбы народов (20 сентября 1982 года, СССР) — за большой вклад в  развитие и укрепление дружественных связей между народами Италии и Советского Союза и в связи с восьмидесятилетием со дня рождения[6]
- 1982 — Премия «Давид»: приз Лукино Висконти
- 1982 — Почётный «Золотой лев» Венецианского кинофестиваля